# ب‌ام‌و ام۳
ب‌ام ‌و ام۳ (BMW M۳) نسخه ای با عملکرد بالاتر از خودروهای ب ام و سری ۳ می‌باشد که توسط بخش موتورهای ویژهٔ BMW M GmbH طراحی شده‌است. ب‌ام‌و ام۳ در نسل‌های ای۳۰، ای۳۶، ای۴۶، ای۹۰/ای۹۲/ای۹۳ و اف۸۰ تولید شده‌است.
در طرح‌های اولیه، ام۳ با اتاق کوپه تولید می‌شد. بعد تر این خودروها با اتاق‌های سدان و کروک نیز ساخته شدند. با توجه به تولید کوپه‌های سری۴، از سال ۲۰۱۵ تا کنون خودروهای ام۳ دیگر با اتاق کوپه تولید نمی‌شوند و خودروهای اف۸۲/اف۸۳ که کوپه می‌باشند از سری ام۴ به حساب می‌آیند. ام۳ اکنون تنها با اتاق سدان تولید می‌شود.
با استانداردهای جدید اعمال شده این خودروها به موتوری با توان و کارایی بالاتر، سیستم تعلیق بهتر، ترمز قوی تر، بدنه آیرودینامیکتر، اجزای سبکتر در بدنه و طراحی‌های سه خط مخصوص سری ام در طراحی داخلی مجهز شدند.

## نسل ام۳ ای۳۰
در سال ۱۹۸۶ ام۳، با طراحی ب‌ام‌و سری ۳ با اتاق کوپه تولید شد. این خودروها مجهز به موتور BMW S14 بودند.
اولین خودروهای تولیدشده از این سری مجهز به موتوری بودند که با مبدل کاتالیست ۱۴۳ کیلووات و در حالت بدون کاتالیست ۱۴۷ کیلووات توان داشتند. در سپتامبر ۱۹۸۹ توان موتور ام۳ با وجود استفاده از کاتالیست به ۱۵۳ کیلووات ارتقا یافت.
نسخهٔ تکاملی ام۳ (EVO2) قادر به تولید توان ۱۶۰ کیلووات است. از دیگر تغییراتی که در نسخهٔ تکاملی آن رخ داده می‌توان افزایش اندازهٔ رینگ به (16 X 7.5 inches) و افزایش اندازهٔ درِ راننده اشاره کرد.

### نگارخانه ام۳ ای۳۰

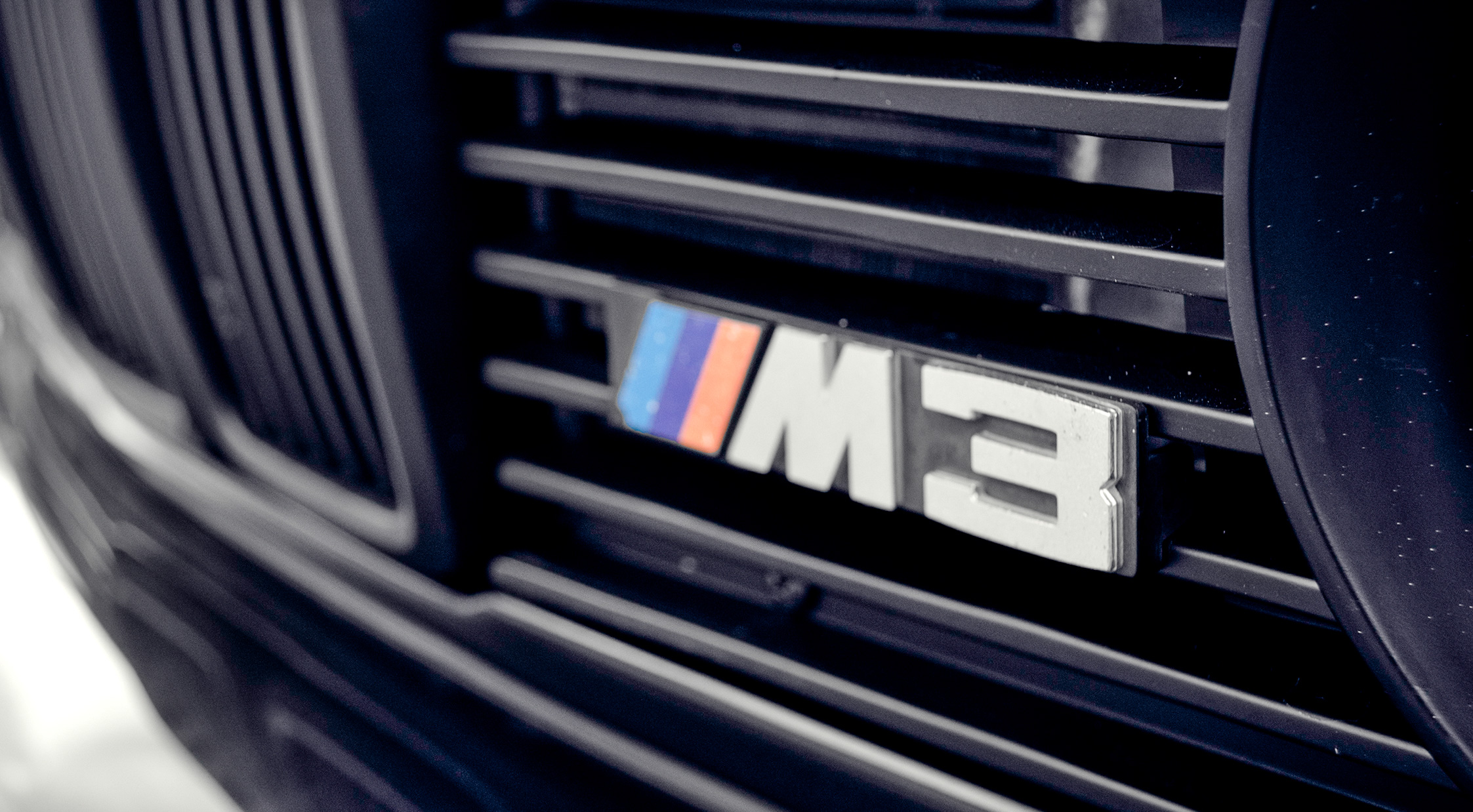
آرم جلوپنجرهٔ ب‌ام‌و ام۳ ای۳۰
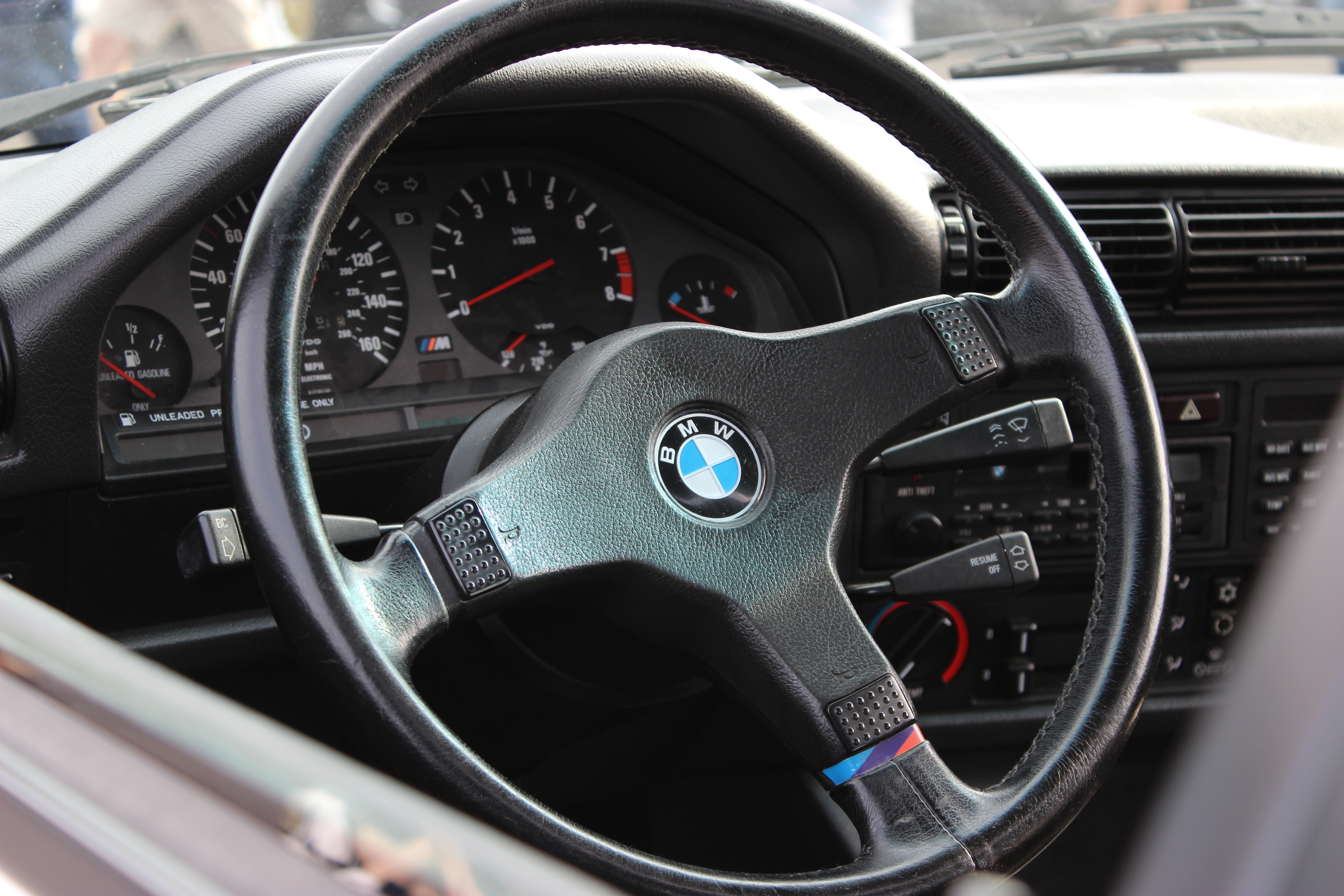
نمای داخلی ب‌ام‌و ام۳ ای۳۰
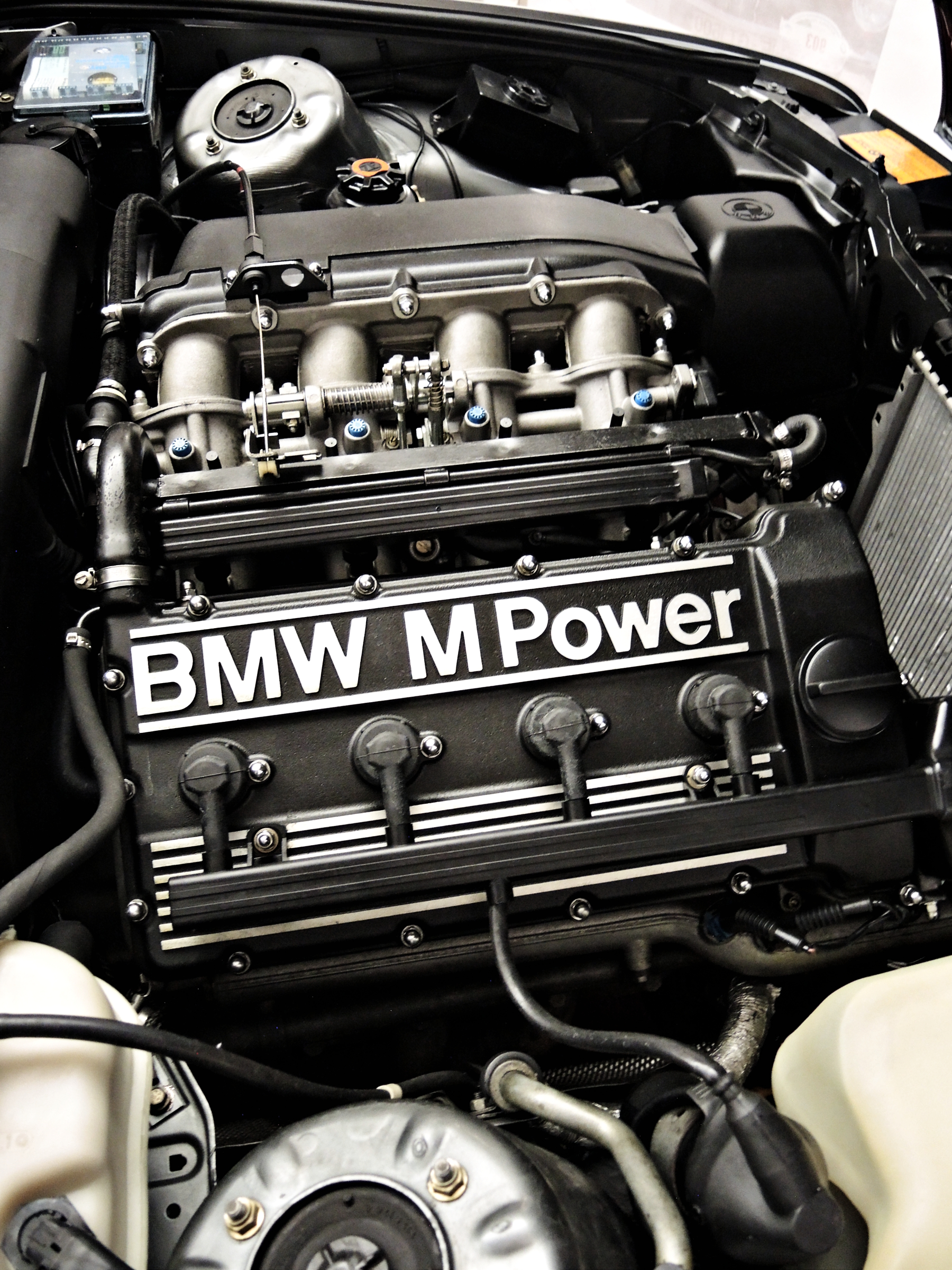
موتور ام پاور ب‌ام‌و ام۳ ای۳۰